# Fuse ODG
Fuse ODG (* 1988 in London; eigentlich Nana Richard Abiona) ist ein britischer Rapper ghanaischer Abstammung. Der Namenszusatz verweist auf seine Zugehörigkeit zur Hip-Hop-Familie Off Da Ground. Er ist Vertreter des Afropop.

## Werdegang
2011 veröffentlichte er den Song Azonto, der auf den Afrobeats den Azonto Dance einführt. Dafür wurde er als britischer Künstler/Produzent bei den Ghana Music Awards in zwei verschiedenen Kategorien nominiert. Auf der Videoplattform wurde das zugehörige Video mehr als 14 Millionen Mal aufgerufen.
Im Juni 2013 erreichte er mit seiner zweiten Single Antenna die Top Ten der britischen Charts.
Bei den MTV Europe Music Awards 2013 wurde er für eine Auszeichnung als bester afrikanischer Musiker nominiert.

## Diskografie
Alben
- 2014: T.I.N.A.
- 2019: New Africa Nation

EPs
- 2019: Road to Ghana, Vol. 1

Singles
- 2011: Azonto (feat. Itz Tiffany)
- 2013: Antenna
- 2013: Million Pound Girl (Badder Than Bad)
- 2014: Dangerous Love (feat. Sean Paul)
- 2014: T.I.N.A. (feat. Angel)
- 2014: Thinking About U (feat. Killbeatz)
- 2015: Imperfection (mit Tinchy Stryder)
- 2015: Only
- 2015: Leyla (mit Angel)
- 2015: Top of My Charts
- 2016: BomBae (feat. Zack Knight & Badshah)
- 2016: Jinja
- 2017: Sunrise
- 2017: Mary Mary (feat. Big Narstie)
- 2017: Diary (feat. Tiwa Savage)
- 2017: Window Seat
- 2017: No Daylight
- 2017: Boa Me (feat. Ed Sheeran & Mugeez)
- 2018: Feels Like Home (mit Sigala & Sean Paul feat. Kent Jones)
- 2018: Island
- 2018: New African Girl (feat. Kuami Eugene & KiDi)
- 2019: Cool Down (feat. Joey B, Olamide & Kwamz & Flava)
- 2019: Far Away (mit Henry x)
- 2019: Timeless (feat. Kwesi Arthur)
- 2019: Whole Place (mit Bunji Garlin)
- 2019: Lazy Day (feat. Danny Ocean)

Gastbeiträge
- 2013: Marilyn Monroe (Dee MoneeY feat. Fuse ODG)
- 2013: WOW (Woman of Wonders) (Dr Cryme feat. Fuse ODG)
- 2013: Down on One (Sarkodie feat. Fuse ODG)
- 2013: Come Closer (Wande Coal feat. Fuse ODG)
- 2014: Spanner (Itz Tifanny feat. Fuse ODG)
- 2015: Shut Them Down (Dun D feat. Fuse ODG)
- 2015: Light It Up (Remix) (Major Lazer feat. Nyla & Fuse ODG)
- 2016: Thank God (King Promise feat. Fuse ODG)
- 2017: Sunrise (Jillionaire feat. Fuse ODG & Fatman Scoop)
- 2017: Bokor bokor (Killbeatz feat. Fuse ODG & Mugeez)
- 2017: Do That (Samini feat. Fuse ODG)
- 2019: Move Body (Remix) (Silvastone feat. Fuse ODG)